# Nazionale femminile di pallavolo della Repubblica Dominicana
La nazionale di pallavolo femminile della Repubblica Dominicana è una squadra nordamericana composta dalle migliori giocatrici di pallavolo della Repubblica Dominicana ed è posta sotto l'egida della Federazione pallavolistica della Repubblica Dominicana.

## Rosa
Segue la rosa delle giocatrici convocate per la Volleyball Nations League 2025.
| N° | Nome               | Ruolo | Data di nascita   | Squadra               |
| -- | ------------------ | ----- | ----------------- | --------------------- |
| 1  | Cándida Arias      | C     | 11 marzo 1992     | Deportivo Géminis     |
| 2  | Yaneirys Rodríguez | L     | 26 giugno 2000    | -                     |
| 3  | Florangel Terrero  | C     | 3 gennaio 2003    | Deportivo Géminis     |
| 6  | Ariana Rodríguez   | P     | 3 novembre 2005   | Miami (Florida)       |
| 7  | Niverka Marte      | P     | 19 ottobre 1990   | AEK Atene             |
| 8  | Alondra Tapia      | O     | 19 maggio 2004    | Lokomotiv Kaliningrad |
| 10 | Flormarie Heredia  | S     | 21 ottobre 2002   | Miami (Florida)       |
| 11 | Geraldine González | C     | 18 aprile 2002    | Herceg Novi           |
| 13 | Massiel Matos      | S     | 16 aprile 1998    | Fluminense            |
| 16 | Yonkaira Peña      | S     | 10 maggio 1993    | Minas                 |
| 18 | Camila de la Rosa  | P     | 2 luglio 2001     | -                     |
| 19 | Selanny Puente     | C     | 4 agosto 2005     | UNC Charlotte         |
| 20 | Brayelin Martínez  | S     | 11 settembre 1996 | Dinamo-Ak Bars        |
| 21 | Jineiry Martínez   | C     | 3 dicembre 1997   | Liaoning              |
| 22 | Samaret Caraballo  | S     | 8 luglio 1999     | Békéscsabai           |
| 23 | Gaila González     | O     | 22 giugno 1997    | Dinamo-Ak Bars        |
| 25 | Larysmer Martínez  | L     | 18 ottobre 1996   | -                     |

## Risultati

### Competizioni FIVB
| 1964 | non qualificata | -            |
| 1968 | non qualificata | -            |
| 1972 | non qualificata | -            |
| 1976 | non qualificata | -            |
| 1980 | non qualificata | -            |
| 1984 | non qualificata | -            |
| 1988 | non qualificata | -            |
| 1992 | non qualificata | -            |
| 1996 | non qualificata | -            |
| 2000 | non qualificata | -            |
| 2004 | 11º posto       | Convocazioni |
| 2008 | non qualificata | -            |
| 2012 | 5º posto        | Convocazioni |
| 2016 | non qualificata | -            |
| 2020 | 8º posto        | Convocazioni |
| 2024 | 8º posto        | Convocazioni |

| 1952 | non qualificata | -            |
| 1956 | non qualificata | -            |
| 1960 | non qualificata | -            |
| 1962 | non qualificata | -            |
| 1967 | non qualificata | -            |
| 1970 | non qualificata | -            |
| 1974 | 21º posto       | Convocazioni |
| 1978 | 19º posto       | Convocazioni |
| 1982 | non qualificata | -            |
| 1986 | non qualificata | -            |
| 1990 | non qualificata | -            |
| 1994 | non qualificata | -            |
| 1998 | 12º posto       | Convocazioni |
| 2002 | 13º posto       | Convocazioni |
| 2006 | 18º posto       | Convocazioni |
| 2010 | 17º posto       | Convocazioni |
| 2014 | 5º posto        | Convocazioni |
| 2018 | 9º posto        | Convocazioni |
| 2022 | 11º posto       | Convocazioni |

| 2018 | 14º posto | Convocazioni |
| 2019 | 8º posto  | Convocazioni |
| 2021 | 6º posto  | Convocazioni |
| 2022 | 9º posto  | Convocazioni |
| 2023 | 11º posto | Convocazioni |
| 2024 | 11º posto | Convocazioni |
| 2025 | 12º posto | Convocazioni |

| 1973 | non qualificata | -            |
| 1977 | non qualificata | -            |
| 1981 | non qualificata | -            |
| 1985 | non qualificata | -            |
| 1989 | non qualificata | -            |
| 1991 | non qualificata | -            |
| 1995 | non qualificata | -            |
| 1999 | non qualificata | -            |
| 2003 | 10º posto       | Convocazioni |
| 2007 | 9º posto        | Convocazioni |
| 2011 | 8º posto        | Convocazioni |
| 2015 | 7º posto        | Convocazioni |
| 2019 | 7º posto        | Convocazioni |
| 2023 | non qualificata | -            |

### Competizioni NORCECA
| 1969 | non qualificata | -            |
| 1971 | non qualificata | -            |
| 1973 | 5º posto        | Convocazioni |
| 1975 | 5º posto        | Convocazioni |
| 1977 | 4º posto        | Convocazioni |
| 1979 | 5º posto        | Convocazioni |
| 1981 | 5º posto        | Convocazioni |
| 1983 | 6º posto        | Convocazioni |
| 1985 | 5º posto        | Convocazioni |
| 1987 | non qualificata | -            |
| 1989 | 5º posto        | Convocazioni |
| 1991 | 5º posto        | Convocazioni |
| 1993 | 6º posto        | Convocazioni |
| 1995 | 4º posto        | Convocazioni |
| 1997 | 3º posto        | Convocazioni |
| 1999 | 4º posto        | Convocazioni |
| 2001 | 3º posto        | Convocazioni |
| 2003 | 3º posto        | Convocazioni |
| 2005 | 3º posto        | Convocazioni |
| 2007 | 3º posto        | Convocazioni |
| 2009 | 1º posto        | Convocazioni |
| 2011 | 2º posto        | Convocazioni |
| 2013 | 2º posto        | Convocazioni |
| 2015 | 2º posto        | Convocazioni |
| 2017 | 1º posto        | Convocazioni |
| 2019 | 1º posto        | Convocazioni |
| 2021 | 1º posto        | Convocazioni |
| 2023 | 1º posto        | Convocazioni |

| 2015 | 1º posto | Convocazioni |
| 2019 | 2º posto | Convocazioni |

| 2021 | 1º posto | Convocazioni |
| 2022 | 1º posto | Convocazioni |
| 2023 | 2º posto | Convocazioni |
| 2024 | 1º posto | Convocazioni |

### Competizioni zonali
| 1955 | 4º posto        | Convocazioni |
| 1959 | non qualificata | -            |
| 1963 | non qualificata | -            |
| 1967 | non qualificata | -            |
| 1971 | non qualificata | -            |
| 1975 | non qualificata | -            |
| 1979 | 7º posto        | Convocazioni |
| 1983 | non qualificata | -            |
| 1987 | non qualificata | -            |
| 1991 | non qualificata | -            |
| 1995 | non qualificata | -            |
| 1999 | 4º posto        | Convocazioni |
| 2003 | 1º posto        | Convocazioni |
| 2007 | 5º posto        | Convocazioni |
| 2011 | 4º posto        | Convocazioni |
| 2015 | 3º posto        | Convocazioni |
| 2019 | 1º posto        | Convocazioni |
| 2023 | 1º posto        | Convocazioni |

| 1935 | ?               | -            |
| 1938 | ?               | -            |
| 1946 | 1º posto        | Convocazioni |
| 1954 | 2º posto        | Convocazioni |
| 1959 | non qualificata | -            |
| 1962 | 1º posto        | Convocazioni |
| 1966 | 3º posto        | Convocazioni |
| 1970 | 4º posto        | Convocazioni |
| 1974 | 3º posto        | Convocazioni |
| 1978 | 3º posto        | Convocazioni |
| 1982 | 3º posto        | Convocazioni |
| 1986 | 4º posto        | Convocazioni |
| 1990 | 4º posto        | Convocazioni |
| 1993 | 4º posto        | Convocazioni |
| 1998 | 2º posto        | Convocazioni |
| 2002 | 1º posto        | Convocazioni |
| 2006 | 1º posto        | Convocazioni |
| 2010 | 1º posto        | Convocazioni |
| 2014 | 1º posto        | Convocazioni |
| 2018 | 1º posto        | Convocazioni |
| 2023 | 1º posto        | Convocazioni |

| 2002 | 2º posto | Convocazioni |
| 2003 | 2º posto | Convocazioni |
| 2004 | 3º posto | Convocazioni |
| 2005 | 2º posto | Convocazioni |
| 2006 | 3º posto | Convocazioni |
| 2007 | 3º posto | Convocazioni |
| 2008 | 1º posto | Convocazioni |
| 2009 | 2º posto | Convocazioni |
| 2010 | 1º posto | Convocazioni |
| 2011 | 2º posto | Convocazioni |
| 2012 | 4º posto | Convocazioni |
| 2013 | 2º posto | Convocazioni |
| 2014 | 1º posto | Convocazioni |
| 2015 | 2º posto | Convocazioni |
| 2016 | 1º posto | Convocazioni |
| 2017 | 2º posto | Convocazioni |
| 2018 | 2º posto | Convocazioni |
| 2019 | 2º posto | Convocazioni |
| 2022 | 1º posto | Convocazioni |
| 2023 | 4º posto | Convocazioni |
| 2024 | 4º posto | Convocazioni |
| 2025 | 1º posto | Convocazioni |

### Competizioni estinte
| 1993 | non qualificata | -            |
| 1994 | non qualificata | -            |
| 1995 | non qualificata | -            |
| 1996 | non qualificata | -            |
| 1997 | non qualificata | -            |
| 1998 | non qualificata | -            |
| 1999 | non qualificata | -            |
| 2000 | non qualificata | -            |
| 2001 | non qualificata | -            |
| 2002 | non qualificata | -            |
| 2003 | non qualificata | -            |
| 2004 | 12º posto       | Convocazioni |
| 2005 | 11º posto       | Convocazioni |
| 2006 | 8º posto        | Convocazioni |
| 2007 | 11º posto       | Convocazioni |
| 2008 | 9º posto        | Convocazioni |
| 2009 | 11º posto       | Convocazioni |
| 2010 | 8º posto        | Convocazioni |
| 2011 | 12º posto       | Convocazioni |
| 2012 | 12º posto       | Convocazioni |
| 2013 | 10º posto       | Convocazioni |
| 2014 | 13º posto       | Convocazioni |
| 2015 | 12º posto       | Convocazioni |
| 2016 | 13º posto       | Convocazioni |
| 2017 | 8º posto        | Convocazioni |

| 1993 | non qualificata | -            |
| 1997 | non qualificata | -            |
| 2001 | non qualificata | -            |
| 2005 | non qualificata | -            |
| 2009 | 3º posto        | Convocazioni |
| 2013 | 6º posto        | Convocazioni |

| 2008 | 2º posto | Convocazioni |
| 2009 | 3º posto | Convocazioni |
| 2010 | 1º posto | Convocazioni |

### Competizioni amichevoli
| 1988 | ?               | -            |
| 1989 | ?               | -            |
| 1990 | ?               | -            |
| 1991 | non qualificata | -            |
| 1992 | non qualificata | -            |
| 1993 | non qualificata | -            |
| 1994 | non qualificata | -            |
| 1995 | non qualificata | -            |
| 1996 | non qualificata | -            |
| 1998 | non qualificata | -            |
| 1999 | non qualificata | -            |
| 2000 | non qualificata | -            |
| 2001 | non qualificata | -            |
| 2002 | non qualificata | -            |
| 2003 | 7º posto        | Convocazioni |
| 2004 | non qualificata | -            |
| 2005 | non qualificata | -            |
| 2006 | non qualificata | -            |
| 2007 | non qualificata | -            |
| 2008 | non qualificata | -            |
| 2009 | non qualificata | -            |
| 2010 | non qualificata | -            |
| 2011 | non qualificata | -            |
| 2013 | 3º posto        | Convocazioni |
| 2014 | 7º posto        | Convocazioni |
| 2015 | 7º posto        | Convocazioni |
| 2016 | non qualificata | -            |

| 2009 | non qualificata | -            |
| 2010 | 4º posto        | Convocazioni |